# Altopiano della Judoma e della Maja
L'Altopiano della Judoma e della Maja (in russo Ю́домо-Ма́йское наго́рье, Judomo-Majskoe nagor'e?) è una regione di alteterre situata all'estremità orientale della Siberia, nel territorio della Repubblica Autonoma della Jacuzia e del Territorio di Chabarovsk.
Si estende per la maggior parte sui bacini idrografici dei fiumi Judoma e Maja (tributari dell'Aldan), dai quali ha preso il nome; si collega ad est al sistema dei monti Džugdžur.
Hanno una quota media compresa fra gli 800 e i 1.200 metri, mentre l'elevazione massima è di 2.213 metri.
A causa del clima molto rigido e con fortissime escursioni termiche annue, i versanti sono coperti da una rada foresta di conifere fino all'incirca ai 1.200 metri di quota, oltre la quale si estende la tundra.